# Piazza della Bocca della Verità

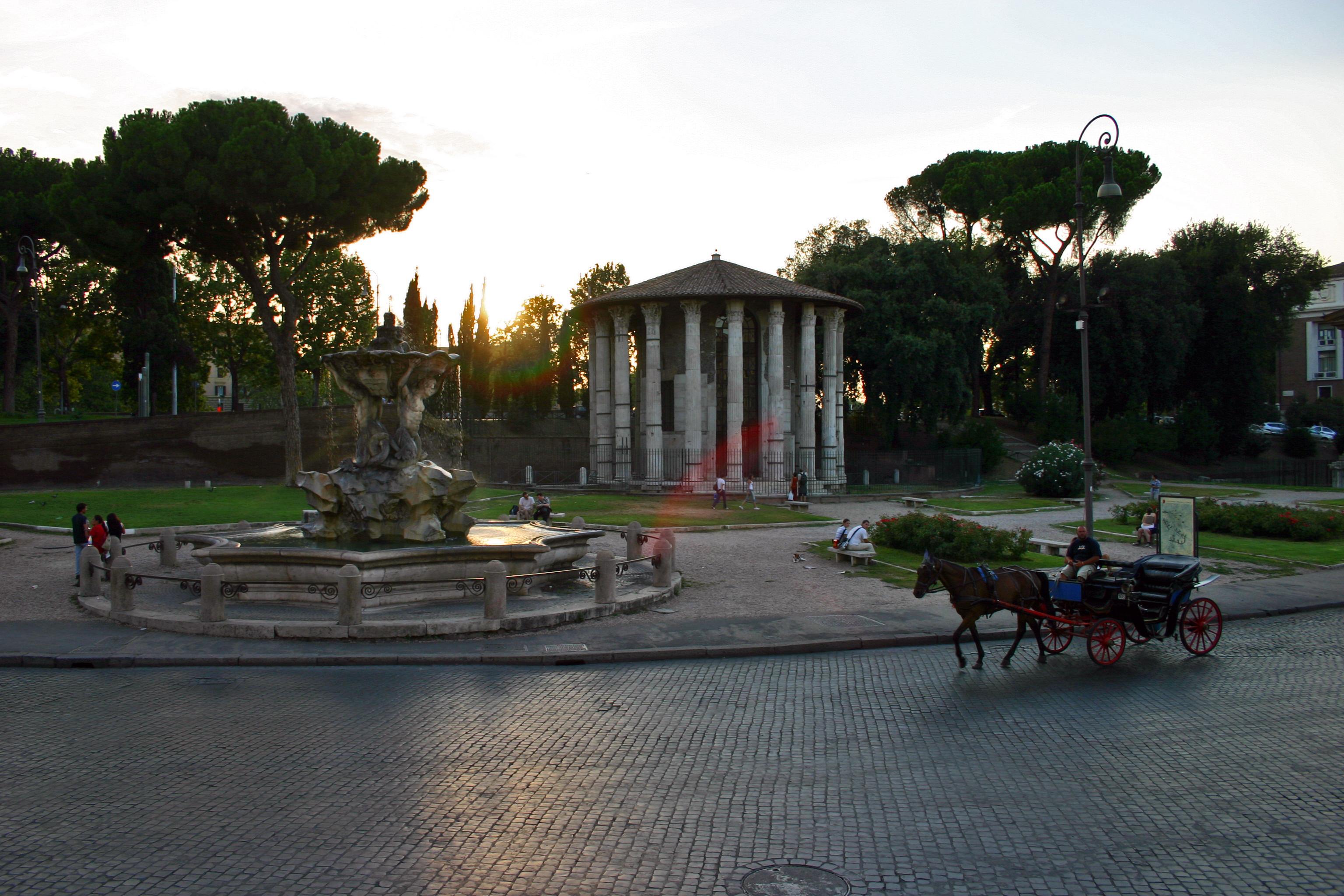
Le temple d'Hercule.

La Piazza della Bocca della Verità, ou place de la Bouche-de-la-Vérité, est une place de Rome, située dans le rione Ripa.

## Histoire et description
Située dans l'antique zone du forum Boarium, juste en face de l'île Tiberine, elle tire son nom de la Bouche de la Vérité, maintenant placée dans le portique de l'église de Santa Maria in Cosmedin.
La place compose un paysage romain typique : pins parasols, temples antiques, église médiévale, fontaine, palais. En plus de l'église médiévale, on trouve sur la place de beaux monuments romains très bien conservés : l'arc des Argentari, l'arc de Janus, le temple d'Hercule, à tort identifié avec le temple de Vesta à cause de sa forme circulaire, et le temple de Portunus, la divinité liée à la rivière du port qui était situé ici.
La fontaine en face de ces deux temples, appelée Fontaine des Tritons, construite sur la commission du pape Clément XI, a été placée sur la place en 1715 ; elle a une base octogonale et représente deux tritons tenant une coquille au-dessus de la tête d'où l'eau jaillit.
Ici, jusqu'en 1868 ont été réalisées les exécutions capitales.

## Galerie

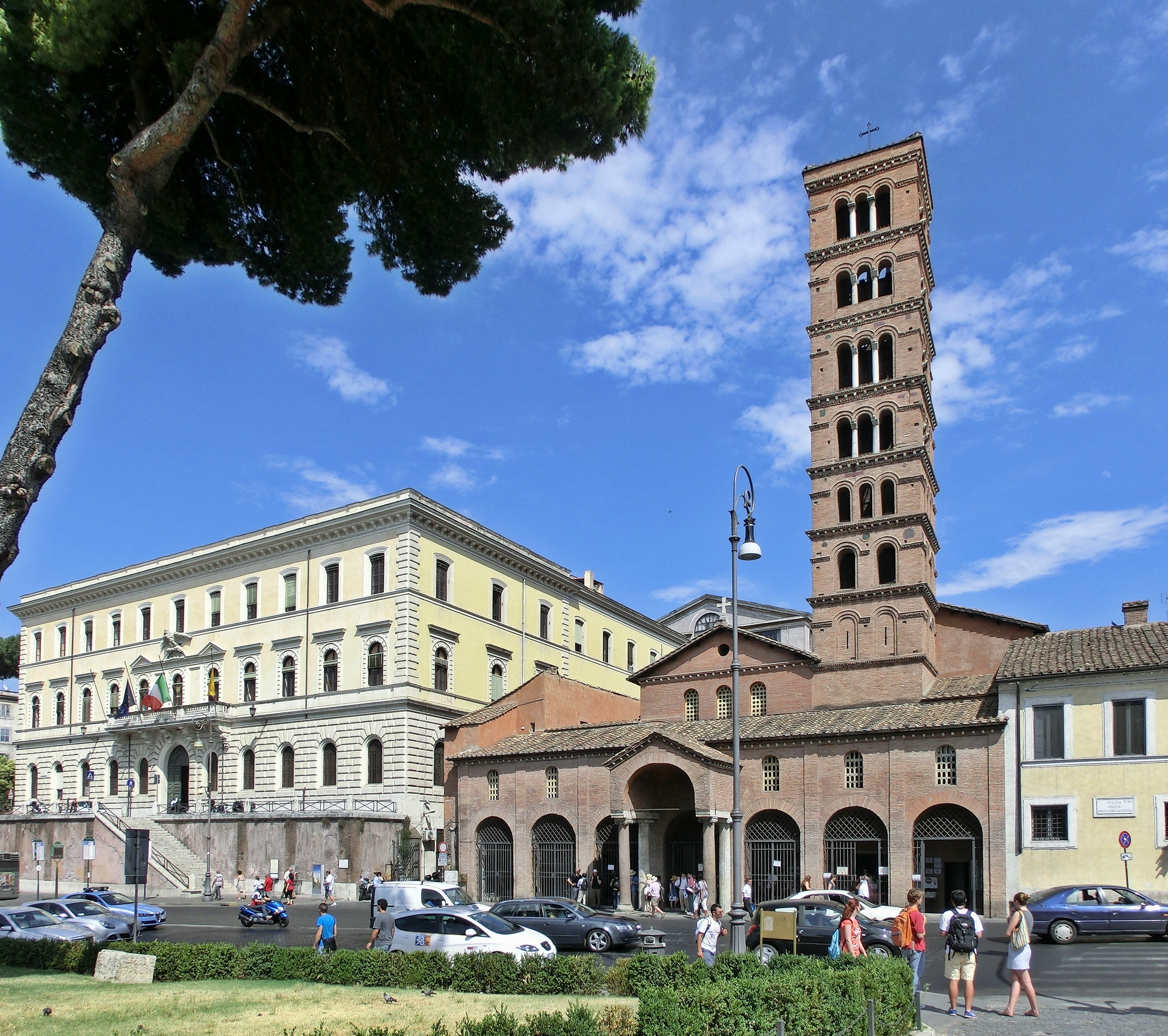
Santa Maria in Cosmedin et son campanile
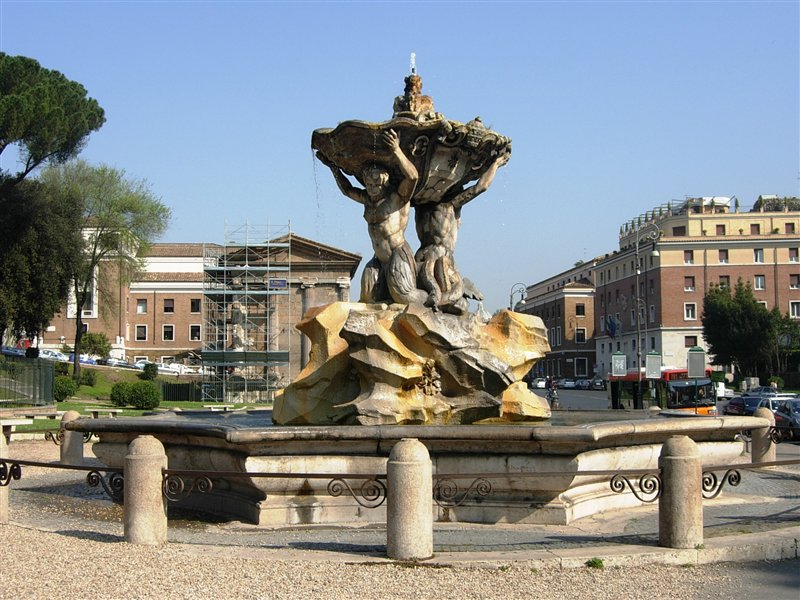
Fontaine des Tritons
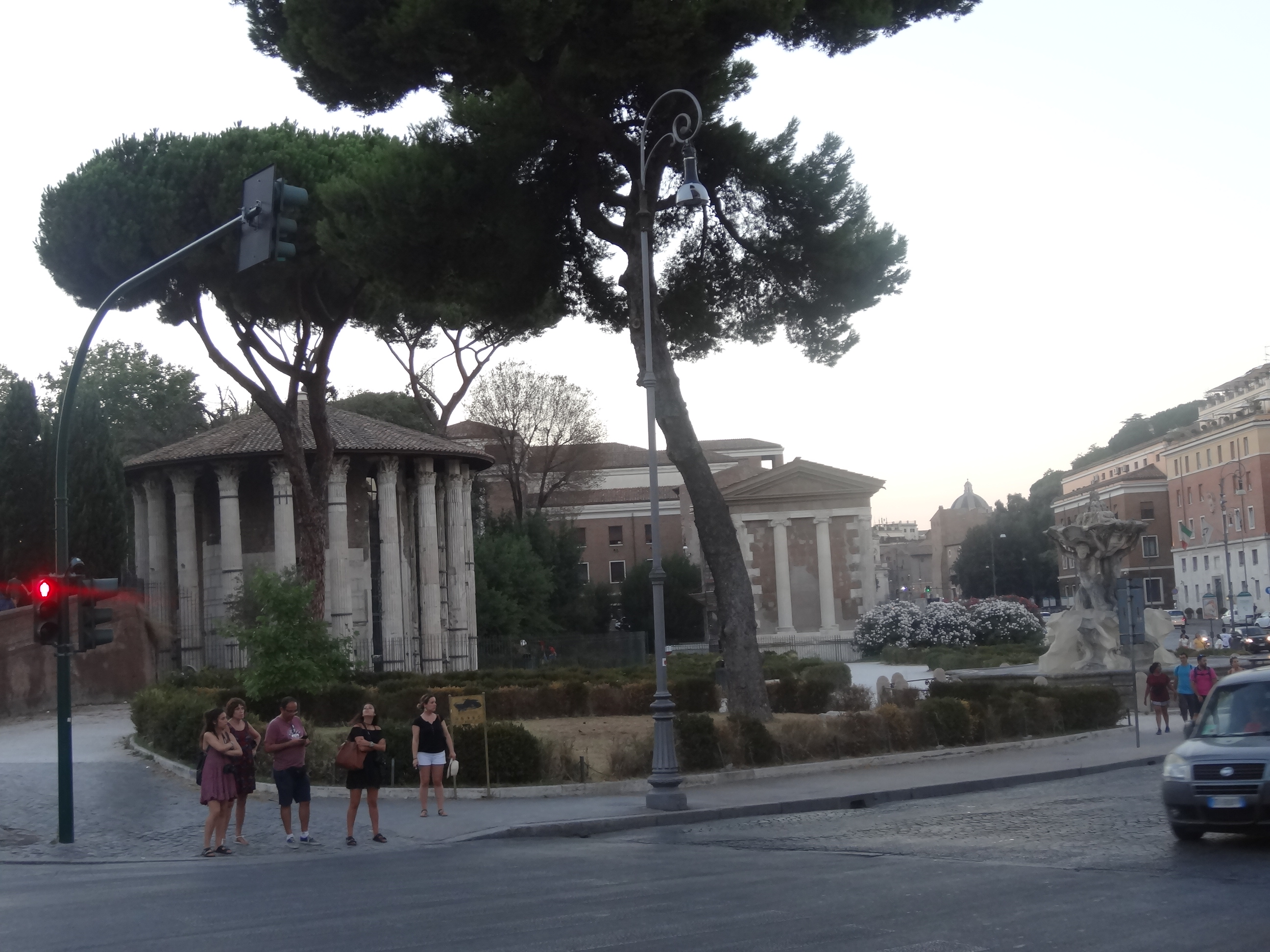
Le temple d'Hercule et le temple de Portunus
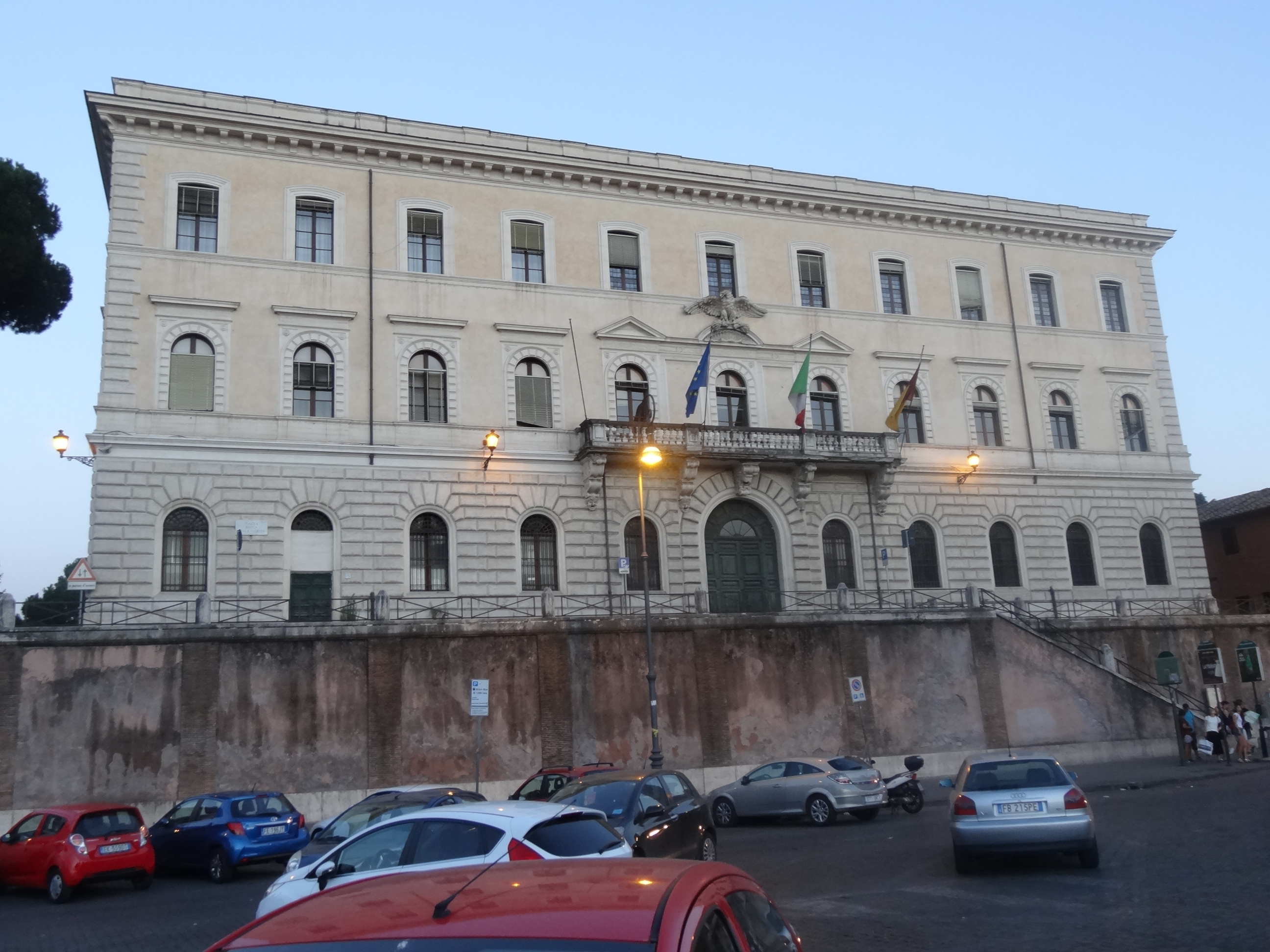
Palazzo Pantanella
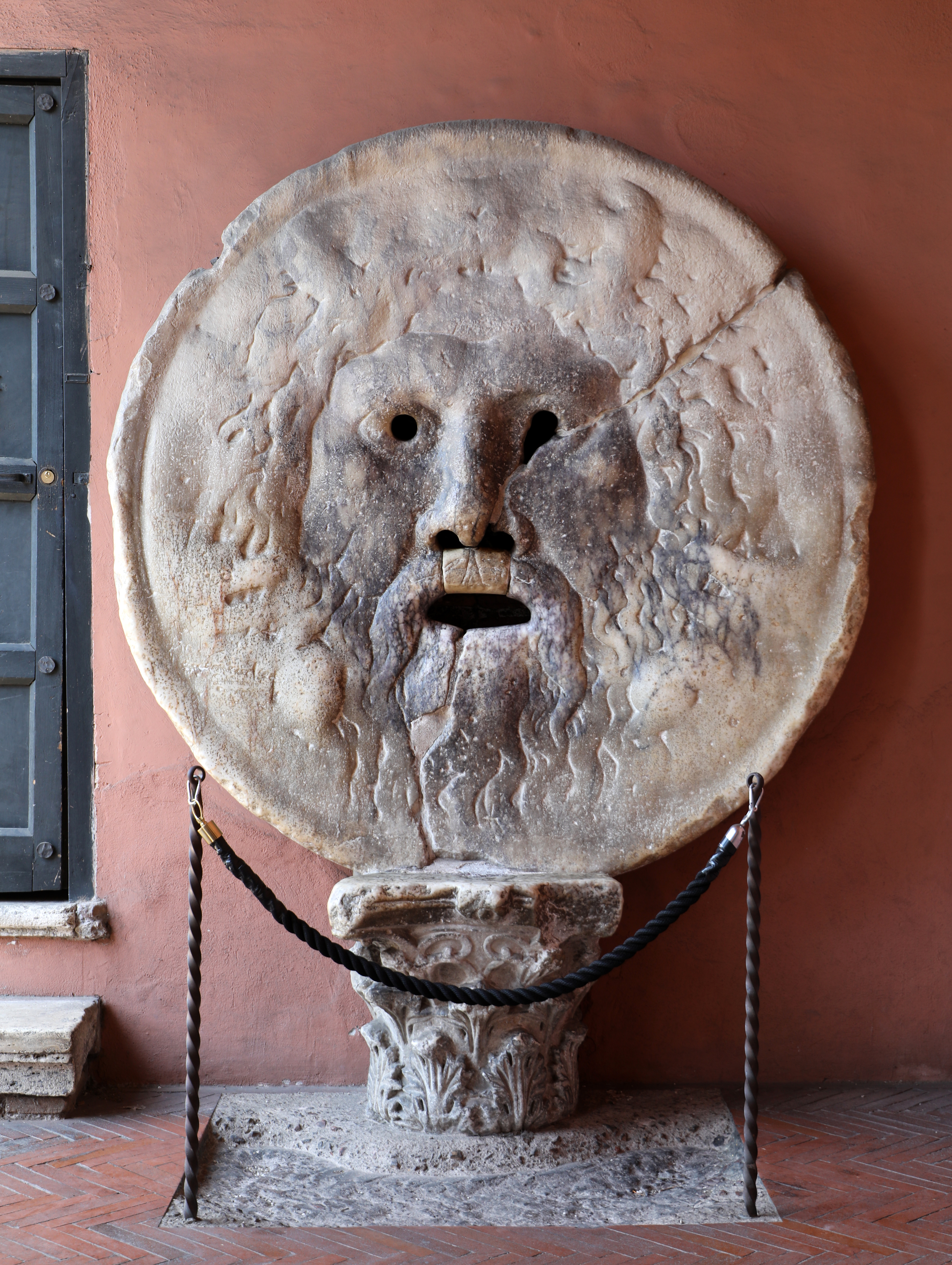
La célèbre « Bocca della Verita », ou Bouche de la Vérité